# Котези (Вргораць)
Котези (хорв. Kotezi) — населений пункт у Хорватії, у Сплітсько-Далматинській жупанії у складі міста Вргораць.

## Населення
Населення за даними перепису 2011 року становило 278 осіб.
Динаміка чисельності населення поселення:

## Клімат
Середня річна температура становить 14,74 °C, середня максимальна – 28,45 °C, а середня мінімальна – 0,82 °C. Середня річна кількість опадів – 937 мм.
| Клімат поселення                              | Клімат поселення | Клімат поселення | Клімат поселення | Клімат поселення | Клімат поселення | Клімат поселення | Клімат поселення | Клімат поселення | Клімат поселення | Клімат поселення | Клімат поселення | Клімат поселення | Клімат поселення |
| Показник                                      | Січ.             | Лют.             | Бер.             | Квіт.            | Трав.            | Черв.            | Лип.             | Серп.            | Вер.             | Жовт.            | Лист.            | Груд.            |                  |
| Середній максимум, °C                         | 9,72             | 10,57            | 13,91            | 17,83            | 22,88            | 26,80            | 28,45            | 28,33            | 22,96            | 18,19            | 12,94            | 9,46             |                  |
| Середня температура, °C                       | 5,27             | 6,12             | 9,46             | 13,38            | 18,44            | 22,34            | 25,34            | 25,26            | 19,89            | 15,12            | 9,86             | 6,39             |                  |
| Середній мінімум, °C                          | 0,82             | 1,67             | 5,01             | 8,94             | 13,98            | 17,91            | 22,28            | 22,17            | 16,82            | 12,04            | 6,78             | 3,30             |                  |
| Норма опадів, мм                              | 89               | 79               | 80               | 81               | 64               | 54               | 39               | 53               | 74               | 103              | 118              | 103              |                  |
| Середньомісячна швидкість вітру, м/с          | 2.89             | 3.24             | 3.41             | 3.05             | 2.70             | 2.50             | 2.56             | 2.34             | 2.56             | 2.62             | 3.21             | 3.31             |                  |
| Середньомісячна сонячна радіація, кДж/м²·день | 5678             | 8285             | 12018            | 16298            | 19988            | 23013            | 24620            | 21856            | 16277            | 10575            | 6152             | 4748             |                  |
| --------------------------------------------- | ---------------- | ---------------- | ---------------- | ---------------- | ---------------- | ---------------- | ---------------- | ---------------- | ---------------- | ---------------- | ---------------- | ---------------- | ---------------- |
| Джерело:                                      |                  |                  |                  |                  |                  |                  |                  |                  |                  |                  |                  |                  |                  |